# Anelaphus hispaniolae
Anelaphus hispaniolae es una especie de escarabajo longicornio del género Anelaphus, categorizada en la tribu Elaphidiini, de la subfamilia Cerambycinae. Fue descrita por Fisher en 1932.

## Descripción
Mide 12-17 mm de longitud.

## Distribución
Se distribuye por Haití y República Dominicana.